# 獨孤求敗
獨孤求敗是香港武俠小說家金庸的作品裡一位虛構武林角色，是小說中唯一被提及过真正「無敵於天下」的絕世高手，為金庸小說武功絕頂的高手之一，但於小說中從未出場過，而其事跡只在極少數武林人士之間口耳相傳。其名字曾於金庸的三部小說中出現，分別為《神雕俠侶》、《笑傲江湖》以及《鹿鼎記》。《神鵰俠侶》主角楊過習得獨孤求敗使用重劍以及其修練內力的法門後，繼以晉身當代絕頂高手之列。《笑傲江湖》主角令狐沖原本武功平平，因緣際會學得獨孤九劍以後，一躍為當代劍術第一高手。《鹿鼎記》只有一句提及獨孤求敗，是澄觀和尚想及「無招勝有招」的前人例子時念起。為金庸小說中最神秘的傳奇人物。

## 人物背景
獨孤求敗的背景資料，大多片段來自《神雕侠侣》。金庸并未著墨其的出生年代，楊過亦認為連當今的高手都並未提起過他，恐怕是百多年前以上的人，推算其應為《天龍八部》之後、《射鵰英雄傳》之前的人物；再加上神雕既名为神雕，那么顾名思义能活過百年本就不足为奇，况且在神雕一书中也曾隐约提到神雕的年龄很高。
金庸在散文有提到獨孤求敗是鲜卑人，改个名叫求败，但却总没有败过。
在他的一生，在其墓前、劍塚中的留言中可窺一二：
|  | 縱橫江湖三十餘載，殺盡仇寇，敗盡英雄，天下更無抗手，無可奈何，惟隱居深谷，以鵰為友。嗚呼，生平求一敵手而不可得，誠寂寥難堪也。 |

|  | 凌厲剛猛，無堅不摧，弱冠前以之與河朔群雄爭鋒。 紫薇軟劍，三十歲前所用，誤傷義士不祥，悔恨無已，乃棄之深谷。 重劍無鋒，大巧不工，四十歲前持之橫行天下。 四十歲後，不滯於物，草木竹石均可為劍。自此精修，漸進於無劍勝有劍之境。 |

此外，劍塚外刻有以下字句：
|  | 劍魔獨孤求敗既無敵於天下，乃埋劍於此。嗚呼！群雄束手，長劍空利，不亦悲夫！ |

獨孤求敗於晚年隱居深山，與一隻巨鵰（即後稱的神鵰）為伴。此鵰與獨孤求敗長久相處，記得了一些進退撲擊的方法，後來以此與楊過過招，啟發楊過領悟使出重劍法門。

## 劍塚 (劍器資料)
劍塚中埋的是獨孤求敗一生幾個階段中用過的幾柄劍。
第一柄是無名利劍：「凌厲剛猛，無堅不摧，弱冠前以之與河朔群雄爭鋒。」
第二柄是紫薇軟劍：「三十歲前所用，誤傷義士不祥，悔恨無已，乃棄之深谷。」故不在劍塚之中，以一長條石片代表。
第三柄是玄鐵重劍：「重劍無鋒，大巧不工。四十歲前恃之橫行天下。」外表黑黝，劍身深黑之中隱隱透出紅光，三尺多長，共重八八六十四斤（新修版改為九九八十一斤），兩邊劍鋒都是鈍口，劍尖圓圓的似是個半球。
第四柄是腐朽木劍，原因是獨孤求敗「四十歲後，不滯於物，草木竹石均可為劍。自此精修，漸進無劍勝有劍之境。」

## 武學
獨孤求敗的武學，一生境界分为利剑、软剑、重剑、木剑、無劍。書中曾有描述及傳承的有兩項：獨孤九劍及重劍法門。

### 獨孤九劍
笑傲江湖中，上代華山劍宗高手風清揚傳之於徒孫令狐沖。令狐沖學得獨孤九劍後，瞬即武學實力大大提昇，劍術一項上擊敗不少高手。
獨孤九劍共有九式：
1. 總訣式是獨孤九劍的根本關鍵，有種種變化，用以體演這篇總訣。
2. 破劍式用以破解普天下各門各派的劍法。
3. 破刀式用以破解普天下各門各派的刀法，如：單刀、雙刀、柳葉刀、鬼頭刀、大砍刀、斬馬刀種種刀法。
4. 破槍式用以破解普天下各門各派的枪法，如：長槍、大戟、蛇矛、齊眉棍、狼牙棒、白蠟桿、禪杖、方便鏟種種長兵刃之法。
5. 破鞭式用以破解普天下各門各派的鞭法，如：鋼鞭、鐵鐧、點穴橛、枴子、蛾眉刺、匕首、板斧、鐵牌、八角槌、鐵椎等等短兵刃。
6. 破索式用以破解普天下各門各派的软兵器，如：長索、軟鞭、三節棍、鏈子槍、鐵鏈、漁網、飛鎚流星等等軟兵刃。
7. 破掌式用以破解普天下各門各派拳腳指掌上的功夫，將長拳短打、擒拿點穴、魔爪虎爪、鐵掌，諸般拳腳功夫盡數包括內在。
8. 破箭式用以破解普天下各門各派的總羅諸般暗器，練這一劍時，須得先學聽風辨器之術，再用內力以一柄長劍擊開敵人發射來的種種暗器，還須借力反打，以敵人射來的暗器反射傷敵。
9. 破氣式用以破解普天下各門各派的气功和内功，風清揚只是傳以口訣和修習之法，說道：「此式是為對付身具上乘內功的敵人而用，神而明之，存乎一心。」書中並無明言破氣式的原理，也是金書武論愛好者經常討論的題目。

獨孤九劍，有進無退。獨孤九劍只攻不守，以攻為守。原因是每招都是攻敵之不得不守，自己便根本不用防守。
這劍法的精要在於「料敵機先」，任何人一招之出，必定有若干徵兆。只要本身劍術不錯，對天下劍術有了個底，料到敵人要出甚麼招、或估算出招式的破綻之處，便能搶在他頭，攻擊敵人劍招的破綻。敵人劍招未發，長劍（甚或目光）已指向他的要害，敵人再快也及不上。
獨孤九劍的要旨在於一個「悟」字，當通曉劍意後則無所施而不可。便是全部變化盡數忘記，也不相干。忘記得越乾淨徹底，越不受原來劍法的拘束。而九劍各式乃以此令使劍者領悟劍意，練到一定程度就是真正的無招，達到劍術最高的境界了。

### 重劍法門
神雕俠侶中，楊過在神雕的引導下拾取玄鐵重劍，以此摸索到使重劍的法門，悟得了許多順刺、逆擊、橫削、倒劈的劍理。以此使劍，無堅不摧，劍上自不必有鋒。重劍的哲學是：越是平平無奇的劍招，對方越難抗禦（有形無實的無招境界）。比如挺劍直刺，只要勁力強猛，威力遠比玉女劍法等變幻奇妙的劍招更大。但鍛練之初若非使用比平常長劍重數十倍的重劍，這門劍法也施展不出，尋常利劍只要輕輕一抖，勁力未發，劍刃便早承受不住而斷了。
此乃是獨孤求敗其30至40歲之間所使，得以橫行天下的劍法。
由於重劍須以強大內力方能施展，故此楊過在悟劍過程中，也在神鵰的指引下，跟隨獨孤求敗修習內力的過程修練。先是持玄鐵重劍抗衡山洪與流石，既練劍又練氣。後來換持木劍在山洪、大雪中修練。最後手持木劍進入大海怒濤習劍，刺擊之聲由輕至響，反覆七次，終於欲輕則輕，欲響則響，在海潮中迎波擊刺，劍上所發勁風已可與撲面巨浪相拒。 
關於此種修練之法得來的內力，書中藉一燈之口描述：「但覺楊過嘯聲過於霸道，使的不是純陽正氣，但自己盛年之時，也沒這等充沛的內力。楊過內力之剛猛強韌，實非當世任何高手所能及」。而後即是琢磨如何運用、控制因重劍法門所得的龐大且霸道的內力，而劍魔也近乎達到能夠完全控制善用內力的境界，即草木竹石皆可為劍。

## 流行文化

### 劇集
- 黃日華：香港無綫電視《劍魔獨孤求敗》（1989年）

### 遊戲
- 2016年遊戲《說劍》其創作理念源於獨孤求敗的用劍之道。